# Баба Вишњина улица (Београд)
| БАБА ВИШЊИНА · улица | БАБА ВИШЊИНА · улица |
| -------------------- | -------------------- |
|                      |                      |
| Општина              | Врачар               |
| Почетак              | Крунска              |
| Крај                 | Макензијева          |
| Дужина               | 400 m                |
| Створена             | 1900                 |
| Названа              | 1946                 |
| Стари називи         | Варваринска          |
|                      |                      |
|                      |                      |

Баба Вишњина улица се налази на Врачару, у Београду. Простире се од Крунске до Макензијеве улице и сече Његошеву улицу.

## Име улице
Улица баба Вишњина мењала је више пута своје називе:
- Послужитељска (1893—1896)-пружала се од Булевара краља Александра до Макензијеве.[1]

Затим се од 1896. године дели на два дела и то :
- Стишка (1896—1946), део од Булевара краља Александра до Крунске улице,
- Варваринска (1896—1900), део од Крунске улице до Макензијеве улице.

Садашњи називи ових улица су:
- Голсвордијева уместо Стишке од 1946. године - од Булевара краља Александра до Кичевске улице и
- Баба Вишњина уместо Варваринске улице од 1946. године – од Крунске улице до Макензијеве.[2]

## Историја
Баба Вишњина улица је добила име по Вишњи Урошевић, познатијој под именом Баба Вишња (?-18. јун 1817), мајци Милоша Обреновића. Вишња Урошевић рођена је у Доњој Трепчи код Чачка, а умрла у манастиру Враћевшница 1819. године, где јој је Милош подигао споменик. Краљ Александар Обреновић је, у знак сећања на своју чукунбабу, једној улици у близини данашње Пијаце Каленић 1900. године дао назив Баба Вишњина улица.